# Un peu de nous
Un peu de nous (en anglais, A Few of Us) est un album compilation principalement francophone de la chanteuse canadienne Céline Dion, publié en France par Columbia Records le 21 juillet 2017,,,.
L'album de 3-CD comprend des versions de studio de chansons interprétées par la chanteuse lors de sa tournée Celine Dion Live 2017 (en) sur deux disques, ainsi que des versions instrumentales de pistes sélectionnées sur le troisième disque.

## Performance commerciale
Un peu de nous a vendu 13 056 copies en France durant sa semaine de sortie,. L'album reste numéro 1 pendant la semaine suivante, avec 12 420 exemplaires copies vendues.

## Liste des morceaux
| 1.  | Dans un autre monde   | - Goldman - Erick Benzi             | 4:38 |
| 2.  | Terre                 | - Goldman - Benzi                   | 4:17 |
| 3.  | L'Étoile              | - Lisbonne - Tiborg                 | 3:14 |
| 4.  | Ordinaire             | - Scott Price - Humberto Gatica     | 4:44 |
| 5.  | On ne change pas      | - Goldman - Benzi                   | 4:08 |
| 6.  | Je sais pas           | - Goldman - Benzi                   | 4:34 |
| 7.  | Immensité             | - Veneruso - Patrick Hampartzoumian | 3:34 |
| 8.  | Et je t'aime encore   | Benzi                               | 3:26 |
| 9.  | Zora sourit           | - Goldman - Benzi                   | 3:51 |
| 10. | Si c'était à refaire  | - Veneruso - Thierry Blanchard      | 3:52 |
| 11. | À vous                | - Zaho - Carquet - Marie-Louise     | 3:46 |
| 12. | Le Ballet             | - Goldman - Benzi                   | 4:26 |
| 13. | Loved Me Back to Life | - Sham & Motesart - Hussain         | 3:50 |
| 14. | Because You Loved Me  | David Foster                        | 4:33 |

| 1.  | S'il suffisait d'aimer                 | - Goldman - Benzi                 | 3:35 |
| 2.  | Un garçon pas comme les autres (Ziggy) | - Jannick Top - Serge Perathoner  | 2:57 |
| 3.  | Tous les blues sont écrits pour toi    | - Goldman - Benzi                 | 4:48 |
| 4.  | Refuse to Dance                        | Christopher Neil                  | 4:21 |
| 5.  | Love Is All We Need                    | - Martin - Yacoub                 | 3:49 |
| 6.  | Treat Her Like a Lady                  | Ric Wake                          | 4:05 |
| 7.  | Misled                                 | Wake                              | 3:30 |
| 8.  | Love Can Move Mountains                | Wake                              | 4:53 |
| 9.  | River Deep, Mountain High              | - Jim Steinman - Steven Rinkoff   | 4:10 |
| 10. | My Heart Will Go On                    | - Walter Afanasieff - Horner      | 4:40 |
| 11. | Encore un soir                         | - Goldman - Yann Macé - Luc Leroy | 4:23 |
| 12. | Pour que tu m'aimes encore             | - Goldman - Benzi                 | 4:15 |

| 1.  | L'étoile (Instrumental)                   | - Lisbonne - Tiborg             | 3:14 |
| 2.  | Ordinaire (Instrumental)                  | - Price - Gatica                | 4:44 |
| 3.  | Je sais pas (Instrumental)                | - Goldman - Benzi               | 4:34 |
| 4.  | Immensité (Instrumental)                  | - Veneruso - Hampartzoumian     | 3:34 |
| 5.  | Et je t'aime encore (Instrumental)        | Benzi                           | 3:26 |
| 6.  | Si c'était à refaire (Instrumental)       | - Veneruso - Blanchard          | 3:52 |
| 7.  | À vous (Instrumental)                     | - Zaho - Carquet - Marie-Louise | 3:46 |
| 8.  | S'il suffisait d'aimer (Instrumental)     | - Goldman - Benzi               | 3:35 |
| 9.  | My Heart Will Go On (Instrumental)        | - Afanasieff - Horner           | 4:40 |
| 10. | Encore un soir (Instrumental)             | - Goldman - Macé - Leroy        | 4:23 |
| 11. | Pour que tu m'aimes encore (Instrumental) | - Goldman - Benzi               | 4:15 |
| 12. | Parler à mon père (Instrumental)          | - Veneruso - Hampartzoumian     | 2:55 |
| 13. | Les yeux au ciel (Instrumental)           | - Lisbonne - Tiborg             | 2:57 |
| 14. | J'irai où tu iras (Instrumental)          | - Goldman - Benzi               | 3:27 |
| 15. | Qui peut vivre sans amour? (Instrumental) | - Julien Schultheis - Gategno   | 3:29 |

## Classements
| Chart (2017)                    | Peak position |
| ------------------------------- | ------------- |
| France (SNEP)                   | 1             |
| Belgique (Ultratop 50 Wallonie) | 6             |

## Historique des sorties
| Region | Date            | Label    | Format | Catalog         |
| ------ | --------------- | -------- | ------ | --------------- |
| France | 21 juillet 2017 | Columbia | 3CD    | 8 89854 67592 9 |